# FOXP3
 (juin 2015).
Sa qualité peut être largement améliorée en utilisant un vocabulaire plus directement compréhensible.
FoxP3 (pour forkhead box P3) est un facteur de transcription spécifique des lymphocytes T régulateurs, codé par le gène FOXP3, situé sur le chromosome X humain. Il est un membre de la famille de protéines de type FOX. Ce gène code lui-même le répresseur de transcription Scurfin.
FoxP3 est essentiel pour l'acquisition de propriétés immuno-régulatrices par les lymphocytes T CD4+CD25+, on peut dire que FoxP3 est le "rhéostat de la réponse immunitaire".
1. 1 2 3  GRCh38: Ensembl release 89: ENSG00000049768 - Ensembl, May 2017
2. 1 2 3  GRCm38: Ensembl release 89: ENSMUSG00000039521 - Ensembl, May 2017
3. ↑  « Publications PubMed pour l'Homme », sur National Center for Biotechnology Information, U.S. National Library of Medicine
4. ↑  « Publications PubMed pour la Souris », sur National Center for Biotechnology Information, U.S. National Library of Medicine